# Hubei-Rotbauchunke
Die Hubei-Rotbauchunke (Bombina microdeladigitora, Synonym: Bombina maxima microdeladigitora) gehört innerhalb der Ordnung der Froschlurche zur „urtümlichen“ Familie Bombinatoridae und zur Gattung der Unken.

## Merkmale
Die Hubei-Rotbauchunke ist eine große Art der Unken, die der Riesenunke (Bombina maxima) sehr ähnlich ist und in manchen Arbeiten als ihre Unterart angesehen wird. Das Typusexemplar der Hubei-Rotbauchunke, ein Männchen, hatte eine Kopf-Rumpf-Länge von 77 Millimetern.
Die Hubei-Rotbauchunke hat einen gedrungenen Körperbau, ihr Kopf ist breiter als lang. Die Arme sind verhältnismäßig lang, die Finger jedoch kurz. Diese besitzen an der Basis einen Hautsaum, der reduzierten Schwimmhäuten entspricht. Auch zwischen den Zehen gibt es reduzierte Schwimmhäute. Die Haut auf der Oberseite des Kopfes, auf dem Rücken und den Gliedmaßen ist sehr rau und mit großen Warzen übersät. Vier längliche Warzen in der Schultergegend bilden annähernd die Form eines X. An den Seiten des Kopfes und des Körpers ist die Haut glatter und die Warzen sind flacher oder kleiner.
Die Lebendfärbung des Rücken ist grün, die Warzen sind schwarz bis braun, Gruppen von kleineren Warzen sind oft von Flecken der gleichen Farbe umgeben. Die Schenkel haben schwarze Querstreifen. Der Bauch und die Kehle sind schwarz mit kleineren orangeroten Flecken.

### Ähnliche Arten
Die Hubei-Rotbauchunke unterscheidet sich von der Riesenunke hauptsächlich dadurch, dass bei dieser die Schwimmhäute zwischen den Zehen voll ausgebildet sind. Bei der Hubei-Rotbauchunke dominiert auf der Bauchseite die schwarze Farbe, während bei der Riesenunke die schwarzen und orangeroten Anteile gleich verteilt sind.

## Verbreitung
Die Lokalität, von der das Typusexemplar der Art stammt, liegt im Südwesten der chinesischen Provinz Yunnan in einer Höhe von 2240 Metern. Südlich davon kommt die Hubei-Rotbauchunke im nordwestlichen Vietnam (Lao Cai and Lai Châu), im östlichen Myanmar und wahrscheinlich auch zwischen diesen beiden Ländern in Laos vor. Im Norden wurde die Art auch in der chinesischen Provinz Hubei.

## Systematik und Taxonomie
Von einigen Autoren wurde diese Art als Unterart der Riesenunke (Bombina maxima) angesehen, die nach dieser Betrachtungsweise drei Unterarten umfasst:
- Bombina maxima maxima – Riesenunke
- Bombina maxima fortinuptialis – Guangxi-Rotbauchunke
- Bombina maxima microdeladigitora – Hubei-Rotbauchunke